# Spencers Brook
Spencers Brook is een plaats in de regio Wheatbelt in West-Australië.

## Geschiedenis
Ten tijde van de Europese kolonisatie leefden de Balardong Nyungah in de streek. Door de kustvolkeren werden ze de 'Boijangura' genoemd, het heuvelvolk, of de 'Booyungur', de buitenstaanders, vreemdelingen.
In 1888 bouwde Thomas Wilding het 'Brookton Hotel' in Spencers Brook, in de hoop dat Spencers Brook een spoorwegknooppunt zou worden. Het was echter Northam dat een belangrijk spoorwegknooppunt zou worden. In 1920 kreeg het hotel een nieuwe naam en werd het 'Spencer’s Brook Hotel'.

## Beschrijving
Spencers Brook maakt deel uit van het lokale bestuursgebied (LGA) Shire of Northam. In 2021 telde Spencers Brook 84 inwoners, tegenover 195 in 2006. Het 'Spencer's Brook Hotel' heet ondertussen de 'Spencers Brook Tavern'.

## Transport
Spencers Brook ligt in de vallei van de rivier de Avon, aan de 'Spencers Brook Road' die met de Great Eastern Highway in verbinding staat. Het ligt 95 kilometer ten oostnoordoosten van de West-Australische hoofdstad Perth, 28 kilometer ten noordwesten van het aan de Great Southern Highway gelegen York en 10 kilometer ten zuiden van Northam, de hoofdplaats van het lokale bestuursgebied waarvan het deel uitmaakt.
De Great Southern Railway loopt door Spencers Brook. De spoorweg maakt deel uit van het goederenspoorwegnetwerk van Arc Infrastructure.

## Klimaat
Spencers Brook heeft een warm mediterraan klimaat, Csa volgens de klimaatclassificatie van Köppen. De gemiddelde jaarlijkse temperatuur bedraagt er 17,8 °C en de gemiddelde jaarlijkse neerslag 463 mm.